# Капутира
Капутира (порт. Caputira) — муниципалитет в Бразилии. входит в штат Минас-Жерайс. Составная часть мезорегиона Зона-да-Мата. Входит в экономико-статистический микрорегион Маньюасу, который входит в Зона-да-Мата. Население составляет 9579 человек на 2006 год. Занимает площадь 188,112 км². Плотность населения — 50,9 чел./км².

## История
Город основан 30 декабря 1962 года. 

## Статистика
- Валовой внутренний продукт на 2003 год составляет 24 002 675,00 реалов (данные: Бразильский институт географии и статистики).
- Валовой внутренний продукт на душу населения на 2003 год составляет 2598,54 реалов (данные: Бразильский институт географии и статистики).
- Индекс развития человеческого потенциала на 2000 год составляет 0,693 (данные: Программа развития ООН).